# Lemairegisa brabilla
Lemairegisa brabilla är en fjärilsart som beskrevs av Paul Dognin 1910. Lemairegisa brabilla ingår i släktet Lemairegisa och familjen tandspinnare. Inga underarter finns listade i Catalogue of Life.